# Plástico reforzado con vidrio

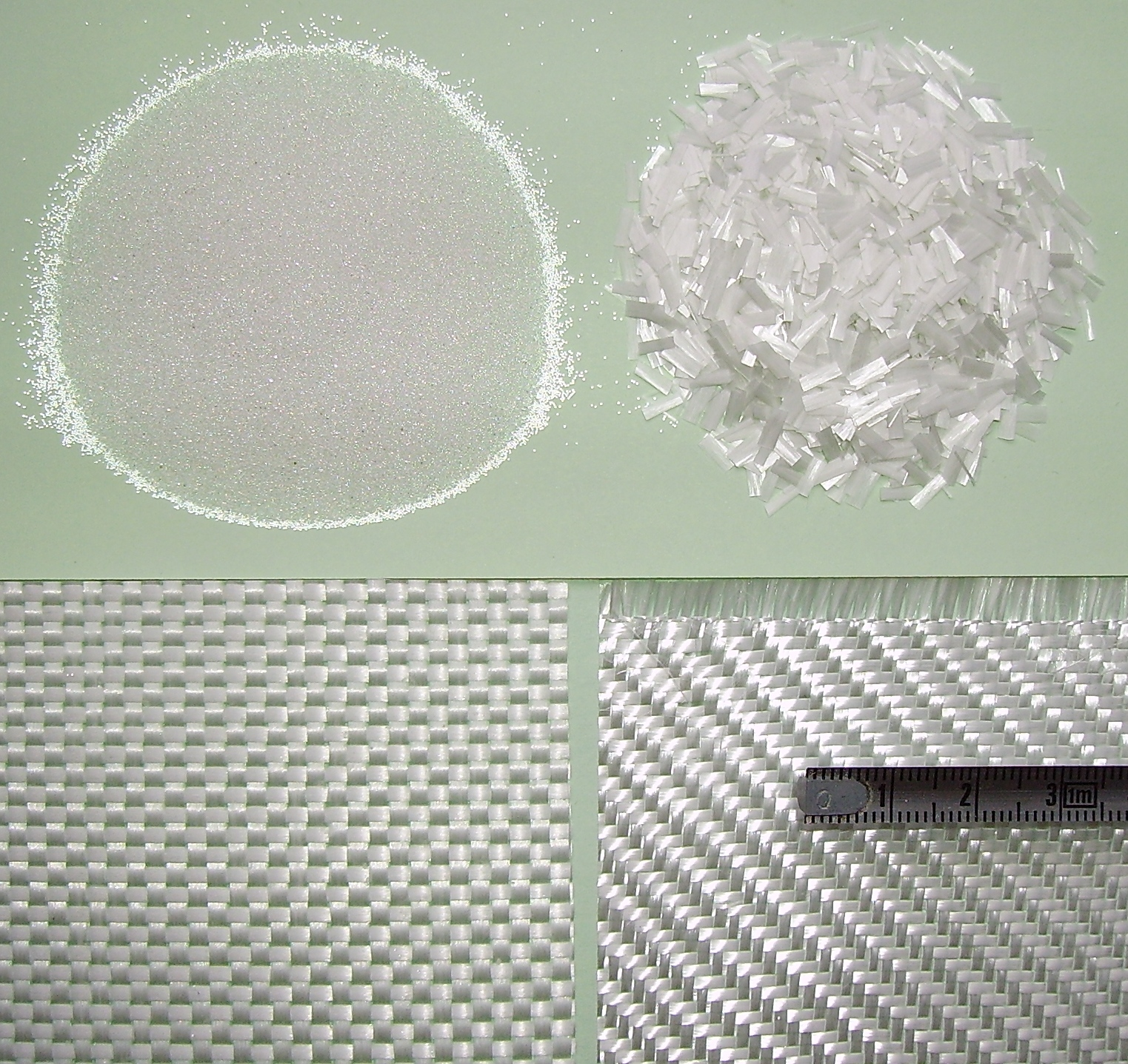
Fibras de vidrio empleadas como refuerzo en el PRFV

El plástico reforzado con vidrio o plástico reforzado con fibra de vidrio (PRFV), también denominado con las siglas GFRP (Glass-Fiber Reinforced Plastic), o GRP (Glass Reinforced Plastic), es un material compuesto, formado por una matriz de plástico o resina reforzada con fibras de vidrio. No es inusual denominar informalmente a este material simplemente como "fibra de vidrio".
Se trata de un material ligero, resistente y fácil de moldear, por lo que es muy usado en la elaboración de piezas de formas suaves y complejas. En la industria náutica se utiliza para confeccionar el casco de algunas embarcaciones; en aeronáutica y en la industria automovilística para piezas y carrocerías, y en el sector de la construcción como envolvente o fachada en edificios singulares con formas de irregulares.
Los plásticos más utilizados son epoxi, poliéster, viniléster y otros termoplásticos.

## Historia
El desarrollo de los polímeros reforzados con fibra para uso comercial comenzó en los años 30. En el año 1932 la empresa Owens-Illinois produjo a escala industrial las primeras partidas de fibra de vidrio de pequeño diámetro y en 1936 du Pont desarrolló la resina de poliéster.  El PRFV empezó a utilizarse durante la II Guerra Mundial en la fabricación de componentes para aviones y cubiertas para equipos de radares electrónicos. 
Uno de los principales  motivos que impulsaron el desarrollo del PRFV como material estructural en esta época fue la necesidad de radomos para los aviones, debido su mayor permeabilidad a las microondas.
El PRFV se siguió utilizando más adelante y, aunque era caro, la facilidad del material para adquirir formas complejas al moldearlo lo hizo popular entre los diseñadores. En el ámbito civil empezó a utilizarse en la fabricación de embarcaciones,  ganando aceptación en la década de los 50, cuando ya se utilizaba para fabricar láminas translúcidas. De ahí se extendió a la industria del automóvil y a la aeronáutica, donde está siendo desplazado por la fibra de carbono, más resistente.
El interés por el material compuesto de fibra de vidrio/poliéster para la industria de la construcción comenzó en los años 60 y se fue acrecentando, aunque fue a finales de siglo cuando se empezó a aplicar con cierto criterio en elementos estructurales.
También se utiliza en la fabricación de rejillas y tornillería, usados en entornos que requieren resistencia al ataque químico o a la oxidación, y de diversos tipos de canalizaciones y tuberías. 
Es un material de uso común en tanques de agua.

## Fabricación
Existen varias formas de confeccionar un laminado de PRFV, dependiendo de cómo se dispongan las fibras de vidrio dentro de la matriz plástica. La fibra puede colocarse como una o varias mallas superpuestas, en una dirección o en direcciones perpendiculares, en función de los esfuerzos a los que tenga que estar sometido el material. En ocasiones se utilizan más mallas de fibra como refuerzo puntual en las zonas más solicitadas. También pueden proyectarse las fibras de vidrio con pistola, quedando los hilos dispuestos aleatoriamente dentro del material —de forma análoga a como se elaboraba el adobe—.
El grosor, la cantidad y la disposición de las fibras modifican sustancialmente tanto el peso como la resistencia del compuesto, por lo que esta variable se mide utilizando conceptos y unidades de la industria textil, como el Tex (peso en gramos de 1000 m de fibra), o los metros de hilo por cada kg de material, que en el sistema anglosajón se denomina Yield (yardas de hilo por cada libra de material).
La cantidad de fibra de vidrio empleada varía dependiendo del tipo de PRFV. En porcentaje sobre el peso total, las cantidades más habituales empleadas en la tipología de vidrio proyectado oscilan entre el 20% y el 45%, en mallas bidireccionales entre el 35% y el 65%, y en mallas unidireccionales entre el 50% y el 90%.

## Características
Es un material ligero y resistente, rígido, con buen comportamiento frente a la corrosión y al desgaste, y buen aislante térmico, acústico y eléctrico. Las propiedades del material varían notablemente dependiendo del proceso de elaboración, la cantidad de fibra, y el tipo de resina empleado.
Las propiedades mecánicas dependen esencialmente de la cantidad y disposición de la fibra de vidrio. La resistencia a tracción del material puede oscilar desde los 500 kg/cm² con vidrio proyectado, hasta alcanzar los 10 000 kg/cm² con vidrio unidireccional al 90% en peso.
El resto de propiedades (durabilidad, resistencia a la abrasión, etc.) dependerán fundamentalmente del tipo de resina. Dependiendo de ésta, el material podrá soportar temperaturas entre 125 °C y 300 °C.